# D.N.A (miCKunのアルバム)
『D.N.A』（ディー.エン.エー）は、miCKunの1枚目のスタジオ・アルバム。2011年1月12日発売。発売元はユニバーサルJ。DVD付初回限定盤と通常盤の2形態で発売。

## 収録曲

### CD
1. BEGINNING feat.55 MONKEYZ (DJ TARO ALBUM ver.)
作詞：55 MONKEYZ
作曲：三宅光幸
編曲：DJ TARO
2. Complete Love feat.miray
作詞：miray・三宅光幸
作曲：三宅光幸
編曲：守尾崇
3. Little STARR feat.Speech & JAMIL
作詞：Speech・JAMIL・三宅光幸
作曲：鈴木ヒロト・三宅光幸
編曲：鈴木ヒロト
4. 今の僕じゃない feat.ghostnote
作詞・作曲・編曲：三宅光幸・ghostnote
5. 鏡花水月 feat.舞花
作詞：三宅光幸
作曲：三宅光幸・日比野元気
編曲：鈴木Daichi秀行
6. O-Z-3 feat.Crystal Boy
作詞：Crystal Boy・三宅光幸
作曲：TAKAROT・三宅光幸
編曲：TAKAROT
7. Love Car Chase feat.mini
作詞：三宅光幸
作曲：鈴木ヒロト・三宅光幸
編曲：鈴木ヒロト
8. 恋の花咲かせナイト★フィーバー feat.SEAMO & Missing Link
作詞：高田尚輝・Missing Link・三宅光幸
作曲：YANAGIMAN・高田尚輝・Missing Link・三宅光幸
9. Heaven’s Lover feat.青山テルマ 
作詞・作曲：三宅光幸
編曲：h-wonder・四家卯大
10. 君が来てから feat.Marie Digby
作詞：Marie Digby・三宅光幸
作曲：鈴木ヒロト・三宅光幸
編曲：鈴木ヒロト

### 初回盤DVD
1. 鏡花水月 feat.舞花 -Video Clip-
2. 鏡花水月 feat.舞花 (Making)